# ケナン・ソフォーグル
ケナン・ソフォーグル ( Kenan Sofuoğlu, 1984年8月25日 - ) は、トルコ・アダパザル出身のオートバイレーサー。スーパースポーツ世界選手権2007年・2010年・2015年・2016年チャンピオン。

## 経歴

### キャリア初期
地元トルコのスーパースポーツ選手権を制した後、2002年にはドイツに渡りヤマハ・R6カップを制した。翌2003年にはドイツロードレース選手権(IDM)のスーパースポーツクラスに参戦し、シリーズランキング2位を記録した。
2004年にはスーパーバイク世界選手権(SBK)のサポートイベントであるFIMスーパーストック1000カップに参戦しランキング3位を記録、翌2005年も同カップに継続参戦しランキング2位に成績を伸ばした。

### スーパースポーツ世界選手権（2006 - 2007）
2006年、ソフォーグルはテン・ケイト・ホンダチームでホンダ・CBR600RRを駆り、スーパースポーツ世界選手権（WSS）にフル参戦デビューを果たした。開幕戦カタールでいきなり表彰台（3位）を獲得、第9戦アッセン、第10戦ラウジッツとシーズン2勝を挙げ、シリーズランキング3位でルーキーイヤーを終えた。
翌2007年シーズンも同チームに残留、ソフォーグルは全13戦中12戦で表彰台に立ち、8勝を収める圧倒的な強さを見せ、トルコ人ライダーとしては史上初となる世界チャンピオンに輝いた。

### スーパーバイク世界選手権（2008）

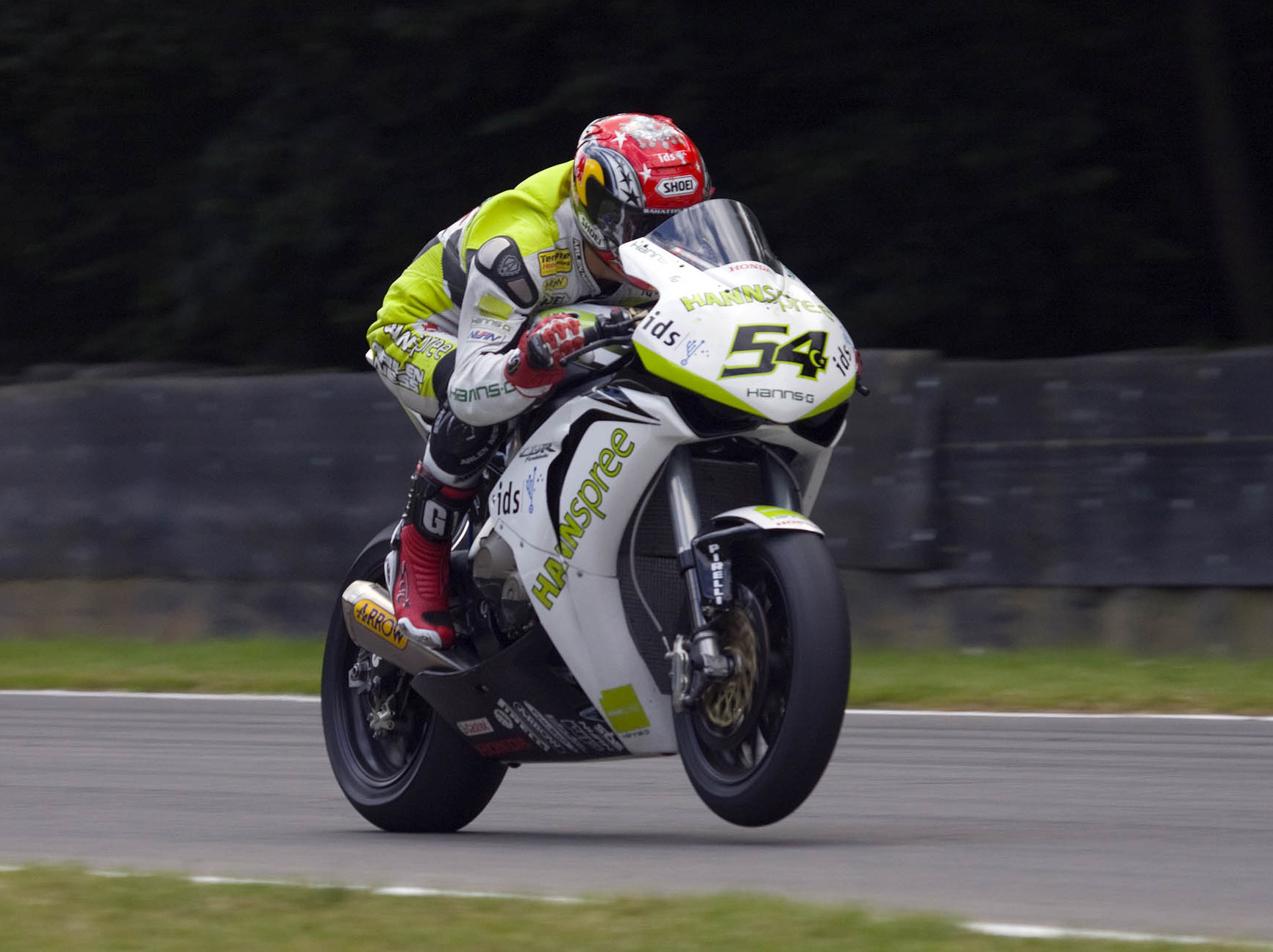
2008年 SBKブランズハッチ

2008年はスーパーバイク世界選手権（SBK）にステップアップし、テン・ケイトチームでカルロス・チェカと清成龍一をチームメイトにホンダ・CBR1000RRを駆ることとなった。しかしソフォーグルは新しいマシンへの順応に苦しみ、最高位は第13戦マニクールのレース1での9位に留まり、シリーズランキングは18位に終わった。最終戦ポルティマオではWSSのレースに復帰し、勝利を収めた。

### 再びWSSへ（2009 - 2010）
2009年シーズンはWSSにフル参戦復帰となった。2度目のタイトル獲得を目指したが、ヤマハのカル・クラッチローがチャンピオンを獲得、パーカルガー・ホンダチームのユージン・ラバティにも競り負けて、ソフォーグルはシーズン3勝でシリーズランキング3位に終わった。

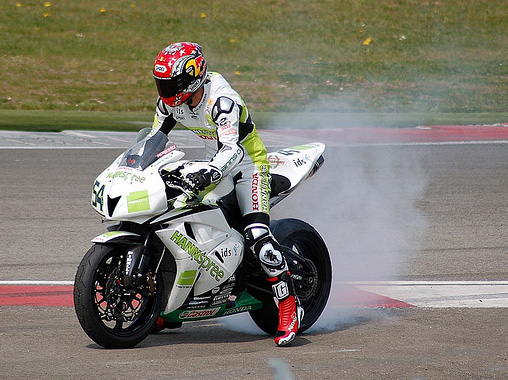
2009年 WSSアッセン

テン・ケイトチーム在籍5年目を迎えた2010年シーズンもWSSに継続参戦。前年ランキング2位だったラバティがシーズン8勝を挙げる速さを見せたが、ソフォーグルは前年と同じ3勝に留まったものの全戦で表彰台に立つ安定度を見せ、11ポイント差でラバティを抑えてチャンピオンに返り咲いた。

### Moto2参戦
WSSの2010年シーズン閉幕後、ソフォーグルはロードレース世界選手権第12戦サンマリノGPMoto2クラスで事故死した富沢祥也の後任として、テクノマグCIPチームからシーズン終盤の2戦に出場することとなった。第17戦ポルトガルGPではデビュー戦にもかかわらずいきなりレースの半分近くをトップ独走の形で主導権を握り、終盤はペースを落とすも5位入賞という大きく存在感を見せたレースとなった。続く最終戦バレンシアGPでも優勝争いを展開するが、ステファン・ブラドルと絡みコースアウトし、惜しくも二戦連続の入賞は逃した。だがこのパフォーマンスが認められ、2011年シーズンも同チームからフル参戦することが決定した。

## 家族
ケナンはアダパザルでオートバイの販売と修理を手がける一家の三男として生まれる。二人の兄もオートバイレーサーとして活躍していたが、長兄のバハッティン・ソフォーグルは2002年10月25日に交通事故に遭い24歳で亡くなった。次兄のシナン・ソフォーグルは2006年にはロードレース世界選手権250ccクラスに2戦スポット参戦し、地元トルコGPでは19位完走の記録を残したが、2008年5月9日、サーキットでの練習走行時にクラッシュし頭部に致命傷を負い、兄と同じ24歳で亡くなった。

## 主なレース戦績

### スーパースポーツ世界選手権
| シーズン | バイク                  | 出走 | 優勝 | 表彰台 | PP | FL | ポイント | シリーズ順位 |
| -------- | ----------------------- | ---- | ---- | ------ | -- | -- | -------- | ------------ |
| 2003年   | ヤマハ・YZF-R6          | 3    | 0    | 0      | 0  | 0  | 0        | -            |
| 2006年   | ホンダ・CBR600RR        | 12   | 2    | 7      | 0  | 2  | 157      | 3位          |
| 2007年   | ホンダ・CBR600RR        | 13   | 8    | 12     | 5  | 6  | 276      | 1位          |
| 2008年   | ホンダ・CBR600RR        | 1    | 1    | 1      | 1  | 1  | 25       | 19位         |
| 2009年   | ホンダ・CBR600RR        | 14   | 3    | 6      | 1  | 1  | 189      | 3位          |
| 2010年   | ホンダ・CBR600RR        | 13   | 3    | 13     | 5  | 5  | 263      | 1位          |
| 2012年   | カワサキ・ニンジャZX-6R | 13   | 4    | 9      | 1  | 1  | 231      | 1位          |
| 2015年   | カワサキ・ニンジャZX-6R | 12   | 5    | 9      | 4  | 3  | 233      | 1位          |
| 2016年   | カワサキ・ニンジャZX-6R | 12   | 6    | 9      | 7  | 2  | 216      | 1位          |
| 合計     |                         | 56   | 17   | 39     | 12 | 15 | 910      |              |

### スーパーバイク世界選手権
| シーズン | バイク            | 出走 | 優勝 | 表彰台 | PP | FL | ポイント | シリーズ順位 |
| -------- | ----------------- | ---- | ---- | ------ | -- | -- | -------- | ------------ |
| 2008年   | ホンダ・CBR1000RR | 23   | 0    | 0      | 0  | 0  | 54       | 18位         |
| 合計     |                   | 23   | 0    | 0      | 0  | 0  | 54       |              |

### ロードレース世界選手権
- 凡例
- ボールド体のレースはポールポジション、イタリック体のレースはファステストラップを記録。

| シーズン | クラス | バイク   | 1   | 2   | 3   | 4   | 5   | 6   | 7   | 8   | 9   | 10  | 11  | 12  | 13  | 14  | 15  | 16    | 17      | 順位 | ポイント |
| -------- | ------ | -------- | --- | --- | --- | --- | --- | --- | --- | --- | --- | --- | --- | --- | --- | --- | --- | ----- | ------- | ---- | -------- |
| 2010年   | Moto2  | スッター | QAT | SPA | FRA | ITA | GBR | NED | CAT | GER | CZE | IND | SMR | ARA | JPN | MAL | AUS | POR 5 | VAL Ret | 29位 | 11       |